# Alleghe Hockey Girls
L'Alleghe Hockey Girls è stata una squadra di hockey su ghiaccio italiana, sezione femminile dell'Alleghe Hockey, fondata nel 2014 e sciolta nel 2019. Ha disputato il massimo campionato italiano di hockey su ghiaccio femminile per tutta la sua esistenza, aggiudicandosi lo scudetto 2018-2019.

## Storia
Nel giugno del 2014 il Feltreghiaccio annunciò che per motivi economici non avrebbe iscritto al campionato la propria sezione femminile, che nella stagione 2013-2014 aveva assorbito le attività dell'Hockey Club Agordo, squadra dieci volte campione d'Italia.
Le giocatrici si rivolsero allora a Patrick De Silvestro, all'epoca vicepresidente dell'Alleghe Hockey per cercare una nuova società a cui appoggiarsi. Ottenuto il benestare anche del presidente Renato Rossi, i colloqui andarono rapidamente a buon fine, e dalla stagione successiva la squadra venne iscritta al massimo campionato femminile.
Si trattava di un ritorno dell'hockey femminile ad Alleghe: il primo incontro femminile in Italia di cui si ha notizia certa si disputò il 3 febbraio 1972 sulla superficie ghiacciata del lago di Alleghe,, ed una squadra alleghese, l'Hockey Club Alleghe Femminile ATP aveva disputato la massima serie nei primi anni (tra il 1991 ed il 1996), vincendo due scudetti (1990-1991 e 1994-1995).
La squadra ha vinto il suo primo titolo italiano al termine della stagione 2018-2019, battendo in finale le favorite EV Bozen Eagles che avevano vinto il titolo nelle nove precedenti edizioni.
Sebbene campionesse in carica, hanno perso per diversi motivi molte giocatrici, e non riuscendo a mettere assieme un roster sufficientemente ampio per la stagione 2019-2020, hanno rinunciato all'iscrizione.

## Palmarès
- Campionato italiano femminile: 1

2018-2019